# Pseudonerdanus dembickyi
Pseudonerdanus dembickyi es una especie de coleóptero de la familia Oedemeridae.

## Distribución geográfica
Habita en Megalaya (India).